# Mérigny
Mérigny là một xã ở tỉnh Indre khu vực trung bộ Pháp. Xã này có diện tích 31,77 kilômét vuông, dân số thời điểm năm 1999 là 571 người. Khu vực này có độ cao trung bình 76 mét trên mực nước biển. 
Thị trấn này nằm trong công viên tự nhiên vùng Brenne. Sông Anglin chảy theo hướng tây bắc qua giữa xã này và thành ranh giới tây bắc.